# Aventura degetului cel mare al inginerului
Aventura degetului cel mare al inginerului (în engleză The Adventure of the Engineer's Thumb) este una dintre cele 56 povestiri scurte cu Sherlock Holmes ale lui Sir Arthur Conan Doyle și a noua povestire din volumul Aventurile lui Sherlock Holmes.
Ea a fost publicată în revista Strand Magazine din martie 1892, cu ilustrații de Sidney Paget, apoi în volumul "Aventurile lui Sherlock Holmes" (în engleză The Adventures of Sherlock Holmes) editat la 14 octombrie 1892 de George Newnes Ltd din Anglia. 

## Rezumat

### Misterul inițial

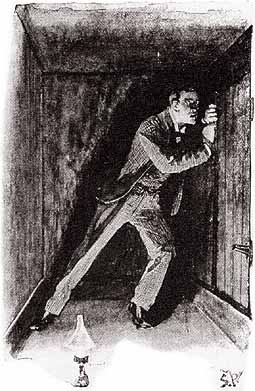
Victor Hatherley, luptându-se să iasă din presa hidraulică.

La începutul narațiunii, Dr. Watson afirmă că acesta este unul dintre cele doar două cazuri pe care el personal l-a adus în atenția lui Sherlock Holmes.
După ce s-a căsătorit, dr. Watson s-a întors la medicina civilă și s-a mutat din apartamentul de pe strada Baker. El își avea locuința și cabinetul medical în apropiere de Gara Paddington și avea printre clienți și câțiva funcționari feroviari. Într-o dimineață devreme din vara anului 1889, la scurtă vreme după ce se căsătorise, în cabinetul lui Watson este adus Victor Hatherley, un tânăr inginer londonez, specialist în hidraulică, care avea mâna însângerată și degetul cel mare de la o mână retezat. Tânărul îi spune doctorului că a avut un accident grav în noaptea anterioară, iar degetul îi fusese retezat cu un fel de satâr în urma unui atac criminal asupra lui. După ce-i acordă primul ajutor, Watson îi recomandă să meargă împreună la Sherlock Holmes și îl duce personal acolo pentru a-i povesti detectivului ce i se întâmplase.
Victor Hatherley povestește că el este inginer specialist în hidraulică și, după ce acumulase o experiență considerabilă ca ucenic și moștenise o sumă destul de mare de bani în urma morții tatălui său, își deschisese un birou în strada Victoria. Timp de doi ani afacerile i-au mers foarte prost, având lucrări puține. În ziua anterioară, el a fost vizitat la birou de un bărbat care s-a recomandat a fi colonelul Lysander Stark, dar avea un puternic accent german. El i-a oferit lui Hatherley o lucrare la un domeniu de la țară; el urma să examineze o presă hidraulică folosită, după cum a explicat Stark, pentru a comprima pământ decolorant în cărămizi. Lucrarea trebuia să aibă loc în plină noapte într-un loc ținut secret, colonelul spunându-i inginerului că voia să țină secret faptul că descoperise într-unul din terenuri pământ decolorant, o substanță rară folosită la purificarea petrolului. Stark l-a avertizat pe Hatherley să nu spună nimănui despre acea lucrare, oferindu-i 50 de guinee (aproxiamtiv 52 £, o sumă enormă la acea vreme, în valoare de peste 4.000 de lire sterline astăzi). Hatherley s-a simțit obligat să accepte această lucrare, în ciuda îndoielilor sale, deoarece avea foarte puțin de lucru și ducea lipsă de bani.
Inginerul a plecat cu ultimul tren spre domeniul colonelului, schimbând un tren la Reading și mergând șapte mile cu un alt tren până la Eyford, în Berkshire. El a ajuns acolo la ora 23:15; a fost așteptat de colonel și dus cu o trăsură cu un singur cal timp de cel puțin o oră până la domeniul colonelului (acesta se afla, după spusele lui Stark, la șapte mile de gară). Trăsura avea geamuri mate, iar Hatherley nu și-a dat seama unde a fost dus. Ajuns la destinație, el a fost dus într-o casă și pus să aștepte într-o cameră. În acest timp, în cameră a intrat o femeie care l-a avertizat să plece până nu este prea târziu. Gândindu-se încă la cele 50 de guinee, inginerul a decis să rămână. 

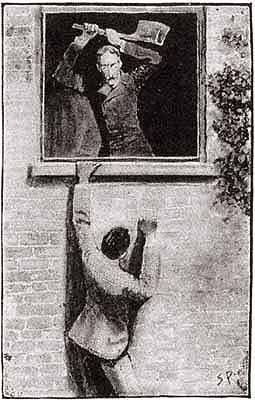
Colonelul Stark îi taie cu un satâr degetul mare al lui Hatherley.

Colonelul îi prezintă un bărbat scund și gras, pe care-l recomandă ca fiind Ferguson, secretarul și administratorul său. Cei trei urcă scările și ajung la o cameră mică și pătrată, care era chiar interiorul presei hidraulice. Tavanul camerei era chiar pistonul care se lasă în jos către podeaua de fier, iar pereții laterali erau din lemn. Hatherley își dă seama că este vorba de o presă enormă; el o examinează și observă că există o scurgere de apă într-unul din cilindrii laterali, care ducea la pierderea presiunii. Stark și Ferguson îi urmăresc observațiile și-i pun întrebări cu privire la reparațiile necesare ale defecțiunii. Tânărul Hatherley își dă seama că Stark a mințit cu privire la scopul folosirii presei și, văzând o depunere metalică pe podea, decide să inspecteze presa mai îndeaproape. Dându-și seama că inginerul și-a dat seama la ce folosea utilajul, colonelul îl închide atunci în camera care era de fapt interiorul presei și pune mașinăria în funcțiune. El scapă în ultimul moment printr-o spărtură într-unul dintre pereții laterali din lemn. În momentul în care iese din cameră, aude cum a fost zdrobită lampa de către presă. 
El se trezește pe un coridor, de unde este tras rapid de femeia care-i spusese anterior să plece din casă. Ea îl ghidează prin labirintul de coridoare din casă și ajung în cele din urmă într-un dormitor, iar femeia îi spune să sară pe fereastră până jos de la o înălțime de 9 metri. În acel timp, la capătul coridorului sosise colonelul Stark având un felinar într-o mână și un satâr de măcelar în cealaltă. Inginerul s-a lăsat peste fereastră și se ținea cu mâinile de pervaz pentru a vedea dacă femeia era tratată rău. Femeia a încercat să-l oprească pe colonel, dar acesta a împins-o și s-a repezit la fereastră, lovindu-l peste mână cu satârul. Inginerul a simțit o durere puternică, și-a dat drumul la mâini și a căzut în grădină. S-a ridicat de jos și a început să fugă, dar la scurtă vreme a amețit din cauza durerii și și-a dat seama că-i fusese retezat degetul cel mare. El și-a legat rana cu o batistă și apoi a leșinat. 
Inginerul s-a trezit în zori și a constat că este în apropiere de gară. El i-a pus câteva întrebări impiegatului, aflând că acesta nu auzise de colonelul Starr și nu era nicio secție de poliție în apropiere. A luat trenul spre Londra și a ajuns la Gara Paddington, unde a decis să se ducă mai întâi la un medic pentru a i se bandaja rana, urmând apoi să se adreseze poliției.

### Rezolvare

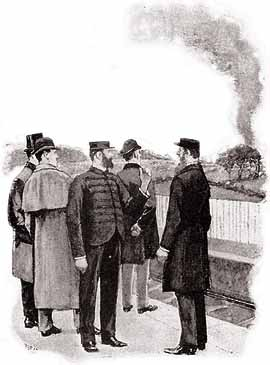
De la gara din Eyford se vedea casa colonelului Stark în flăcări.

Auzind această relatare, Sherlock Holmes ia din raft un caiet voluminos cu tăieturi din ziare și-i arată lui Victor Hatherley un anunț apărut în urmă cu aproximativ un an în toate ziarele londoneze în care se spunea că a dispărut un tânăr inginer specialist în hidraulică pe numele de Jeremiah Hyling. El plecase de acasă într-o seară și nu mai fusese văzut de atunci. Detectivul afirmă că Lysander Stark estre un om foarte periculos și îi înlătura fizic pe toți cei care-l ajutau în planul său. 
Cei trei se deplasează la Scotland Yard, apoi, însoțiți de inspectorul Bradstreet și de un polițist în haine civile, se îndreaptă spre Eyford. Dacă polițiștii presupun că trebuie efectuate cercetări pe o rază de circa 16 km în jurul satului, Holmes afirmă că locul unde se află casa era foarte aproape de gară, acest lucru fiind demonstrat de faptul că, atunci când s-a urcat în trăsură, Hatherley a observat că calul era odihnit și lucios. El susține că trăsura a mers jumătate de drum dus și jumătate drum întors, revenind foarte aproape de locul plecării, cu scopul de a-l induce în eroare pe inginer cu privire la locația casei. Prin urmare, casa trebuia să fie destul de aproape de gară. 
Holmes spune apoi că Stark și complicii săi erau falsificatori de bani, presa fiind folosită la formarea aliajului care înlocuia argintul. Inspectorul Brastreet confirmă ipoteza detectivului, precizând că banda de falsificatori fabricase până la acel moment mii de monede false de o jumătate de coroană. El dăduse de urma bandei la Reading, dar nu reușise să afle unde se afla aceasta, ceea ce dovedea că banda lucra de mult timp în branșă.
Ajunși la Eyford, cei cinci călători au observat o coloană imensă de fum care se înălța în spatele unui pâlc de copaci din apropiere. Impiegatul le spune că în timpul nopții a luat foc o casă care aparținea doctorului Becher. În casa lui locuia un pacient slab, asemănător ca înfățișare cu colonelul Starr. Hatherley recunoaște împrejurimile casei și locul unde a zăcut leșinat. Casa luase foc în timpul nopții după ce presa zdrobise lampa cu ulei lăsată acolo de inginer, iar urmăritorii au fost prea ocupați să-l ajungă din urmă pe Hatherley, nereușind să observe la timp incendiul. În dimineața respectivă, un țăran văzuse o trăsură în care se aflau trei persoane (femeia frumoasă, germanul sinistru și englezul morocănos) și niște cutii voluminoase și care se îndrepta spre Reading. Casa a ars aproape în totalitate, găsindu-se totuși resturi din mașinărie, cantități mari de nichel și tablă, dar nicio monedă. Acestea se aflau probabil în cutiile voluminoase din trăsură. Acest caz este unul dintre puținele în care Holmes nu reușește să-i aducă pe răufăcători în fața justiției.

## Personaje
- Sherlock Holmes
- doctorul Watson
- Victor Hatherley  - inginer specialist în hidraulică
- Lysander Stark/Fritz - pretins colonel, vorbește cu accent german
- Ferguson - complicele lui Lysander Stark
- Elise - femeia din casa lui Lysander Stark, care l-a salvat pe Victor Hatherley
- Bradstreet - inspector la Scotland Yard

## Comentariu
În al doilea paragraf al povestirii, Watson afirmă că acest caz a avut loc "în cursul anului 1889, la scurtă vreme după căsătorie". După afirmația sa, acesta este unul dintre cele două cazuri aduse de dr. Watson în atenția lui Sherlock Holmes, celălalt fiind cazul nebuniei colonelului Warburton, care i-a oferit detectivului un teren propice pentru un observator ager și original".  Cazul nebuniei colonelului Warburton este un caz inedit, el nefiind povestit de Arthur Conan Doyle.

## Adaptări
Această povestire a servit ca sursă de inspirație pentru al 41-lea film cu Sherlock Holmes (filmat în 1923) din seria de filme mute cu Eille Norwood.
Povestirea a fost adaptată pentru un episod din 1954 al serialului de televiziune Sherlock Holmes cu Ronald Howard în rolul lui Holmes și Howard Marion Crawford în rolul dr. Watson. Episodul a fost intitulat "The Case of the Shoeless Engineer", iar povestea a fost modificată astfel încât Hatherley își pierde un pantof și nu degetul mare și Stark și complicele său au fost capturați de către Lestrade cu ajutorul lui Holmes. 

## Traduceri în limba română
- Aventura degetului cel mare al inginerului - în volumul "Aventurile lui Sherlock Holmes. Vol I" (Colecția Adevărul, București, 2010) - traducere de Luiza Ciocșirescu
- Aventura degetului cel mare al inginerului - în volumul "Aventurile lui Sherlock Holmes. Vol I" (Colecția Adevărul, București, 2011) - traducere de Luiza Ciocșirescu